# Teri Steer
Teri Steer, född den 30 oktober 1975, är en amerikansk före detta friidrottare som tävlade i kulstötning. Hon var tidigare gift med den kanadensiska diskuskastaren Jason Tunks. Nu är hon gift med den amerikanska kulstötaren Christian Cantwell.
Steer deltog vid tre internationella mästerskap. Vid inomhus-VM 1999 blev hon bronsmedaljör efter en stöt på 18,86 meter. Samma år deltog hon vid VM i Sevilla där hon slutade nia efter en stöt på 18,04 meter. 
Hon deltog vid Olympiska sommarspelen 2000 i Sydney där hon blev utslagen i kvalet.

## Personliga rekord
- Kulstötning - 19,21 meter från 2001